# Барбье-Вальбонн, Жак-Люк
Жак-Люк Барбье-Вальбонн (1769, Ним – 1860, Пасси) – французский художник, портретист и исторический живописец, известный, помимо собственно картин, своей красотой, и влиянием на творчество более известных современников.

## Биография
Жак-Люк Барбье родился в Ниме, и в ранней юности прибыл в Париж, где стал одним из учеников Жака-Луи Давида. Давида по праву называют главным художником Французской революции и создателем пришедшего на смену живописной пошлости XVIII столетия стиля Ампир, то есть аналогичной революции в рамках живописи. Кадры для этой революции ковались в мастерской мэтра, где обучались такие художники, как Франсуа Жерар, Доминик Энгр, Жорж Руже, Пьер-Ноласк Бержере, миниатюристы Жан-Батист Изабе и Жан-Урбен Герен. В мастерской царила атмосфера вольности и фрондёрства, и Жак-Люк прекрасно вписался в этот необузданный коллектив.
С началом революции он записался добровольцем в гусарский полк, быстро достигнув в нём офицерского чина, однако занятий живописью не оставил. В годы революции и империи Жак-Люк плодотворно работал как художник, выбирая для своих картин почти исключительно героические сюжеты, преимущественно из античной истории; он также выполнил несколько портретов своих современников, французских республиканских генералов и наполеоновских маршалов для галереи Версальского дворца.
Блондин с вьющимися волосами, которые он после революции отпустил длинными, Жак-Люк был изображён в офицерском гусарском мундире на портрете работы Жан-Батиста Изабе. Другой его портрет был выполнен Энгром. Жерару Жак-Люк помогал в качестве соавтора при работе над многими картинами; кроме того, считается, что именно Жак-Люк позировал Жерару для его знаменитой картины «Амур и Психея». Когда Жак-Люк женился на оперной певице Мари де Вальбонн, звезде того времени, на руку которой претендовали многие, её портрет также был выполнен Жераром.
Вопреки традициям, Жак-Люк Барбье прибавил после брака к своей фамилии фамилию жены, став Жак-Люком Барбье-Вальбонном.
Поздний период его жизни известен плохо. Жак-Люк Барбье дожил до глубочайшей старости и скончался в Пасси в возрасте больше 90 лет.

## Галерея
- Портрет маршала Монсея, 1806 , Версаль.
- Портрет генерала Жана-Виктора Моро, 1816, Музей армии.
- Семейный портрет политика Антуана-Жоржа-Франсуа де Шабо-Латура. Художественный музей Род-Айлендской школы дизайна, США
- Франсуа Жерар. Портрет мадам де Барбье-Вальбонн. Лувр.
- Франсуа Жерар. Амур и Психея. Лувр.